# 퀘이크 3 아레나
《퀘이크 3 아레나》(Quake III Arena)는 1999년 12월 출시된 멀티플레이어 중심의 1인칭 슈팅 게임 비디오 게임이다. 이 게임은 이드 소프트웨어가 개발하였다. 《퀘이크 3 아레나》는 퀘이크 시리즈 가운데 세 번째 게임으로, 전통적인 1인칭 요소를 제외함으로써 이전 게임과 차별화를 두고 있다. 싱글 플레이어 모드는 컴퓨터 조정 봇에 대항하여 플레이한다.
퀘이크 3 아레나의 주목할만한 특징으로는 미니멀리스트 디자인, 시야, 텍스처 디테일, 적 모델과 같은 매우 광범위하게 사용자 정의 가능한 설정이 있다. 그리고 기총 점프(strafe-jumping) 및 로켓 점프와 같은 고급 이동 기능이 있다.
이 게임은 대부분의 경우 게임 플레이가 재미 있고 매력적이라고 설명하는 리뷰어들로부터 칭찬을 받았다. 많은 사람들이 선명한 그래픽과 멀티플레이어에 중점을 두는 것을 좋아했다. 퀘이크 3 아레나는 퀘이크콘, Cyberathlete Professional League, 드림핵 및 E스포츠 월드컵과 같은 전문 전자 스포츠 토너먼트에서도 광범위하게 사용되었다.

## 평가
| 평론 점수 평론사 점수 드림캐스트 PC PS2 EGM 8.83/10 6.5/10 유로게이머 9/10 [ 1 ] 패미츠 25/40 [ 2 ] 게임 인포머 9.25/10 7.75/10 게임프로 게임즈마스터 95% 90% 게임스팟 9.4/10 9.2/10 [ 3 ] 7.7/10 게임스파이 7.7/10 게임스레이더+ 10/10 7.5/10 IGN 9.2/10 9.3/10 [ 4 ] 8.8/10 OPM (US) PC 게이머 (UK) 95% PC 게이머 (US) 80% Game Chronicles 9.6/10 [ 5 ] Gaming Age A- [ 6 ] 신시내티 인콰이어러 en:Cheat Code Central Next Generation 통합 점수 게임랭킹스 92.15% [ 7 ] 83.77% [ 8 ] 83.62% [ 9 ] 메타크리틱 93/100 [ 10 ] 84/100 [ 11 ] |            |        |         |
| 평론 점수 |            |        |         |
| 평론사 | 점수       | 점수   | 점수    |
| 평론사 | 드림캐스트 | PC     | PS2     |
| EGM | 8.83/10    |        | 6.5/10  |
| 유로게이머 |            | 9/10   |         |
| 패미츠 |            |        | 25/40   |
| 게임 인포머 | 9.25/10    |        | 7.75/10 |
| 게임프로 | 4.5/별     |        | 4.5/별  |
| 게임즈마스터 |            | 95%    | 90%     |
| 게임스팟 | 9.4/10     | 9.2/10 | 7.7/10  |
| 게임스파이 |            |        | 7.7/10  |
| 게임스레이더+ | 10/10      |        | 7.5/10  |
| IGN | 9.2/10     | 9.3/10 | 8.8/10  |
| OPM (US) |            |        | 4.5/별  |
| PC 게이머 (UK) |            | 95%    |         |
| PC 게이머 (US) |            | 80%    |         |
| Game Chronicles |            | 9.6/10 |         |
| Gaming Age |            | A-     |         |
| 신시내티 인콰이어러 | 5/별       |        |         |
| en:Cheat Code Central | 5/별       |        |         |
| Next Generation | 4/별       |        | 4/별    |
| 통합 점수 |            |        |         |
| 게임랭킹스 | 92.15%     | 83.77% | 83.62%  |
| 메타크리틱 | 93/100     |        | 84/100  |

## 같이 보기
- 오픈아레나
- 언리얼 토너먼트